# Focas de Sinope
Focas de Sinope (Sinope, s. III - íbidem, 303) conhecido também como "Focas, o Jardineiro", "Focas de Hovenier", "Focas, o Hortelão ou Fokas, foi um jardineiro que viveu na região romana de Paflagónia (hoje Turquia), martirizado no tempo do imperador Diocleciano. É venerado como santo pela Igreja católica e a ortodoxa oriental, em alguns dias do calendário, sendo o 5 de março no dia oficializado.
É possível que de que sua biografia seja na verdade a fusão de três relatos de pessoas diferentes, mas com o mesmo nome: Focas de Antioquía, Focas, bispo de Sinope, e Focas o Jardineiro.

## Biografia
Segundo a tradição, Focas nasceu no século III, em Sinope na região de Paflagonia, na Anatolia, então regida por Roma. E provavelmente viveu no período do reinado de Diocleciano.
É afirmado pela tradição que ele foi um jardineiro de profissão, natural de Sinope, ao sul do Mar Negro, e que utilizava das suas habilidades para produzir boas colheitas, alimentando os pobres, e também ajudando aos cristãos perseguidos.
Durante as perseguições de Diocleciano, foi hospitaleiro com soldados que foram enviados para executa-lo. Os soldados, sem saber que  sua vítima era o anfitrião, aceitaram à hospitalidade. Focas também se ofereceu ajuda para encontrar quem procuravam.
Durante a noite enquanto os soldados dormiam, Focas cavou sua própria tumba e rezou com fervor. Já de manhã, quando os soldados acordaram, Focas revelou sua identidade.
Os soldados se recusaram a mata-lo e propuseram reportar ao seu chefe que sua busca foi infrutífera, porém Focas recusou a oferta e mostrou seu pescoço. Assim foi decapitado (e enterrado na tumba ele mesmo cavou) em 303, em Sinope.

## Onomástico e Culto público
Sua festa é celebrada em cinco dias no ano: 5 de março, 14 de julho, 23 de julho, e 22 de setembro. Em 5 de março comemora-se como Focas de Antioquía; já no dia 14 de julho comemora-se o translado de suas relíquias, e, excepcionalmente, no dia 22 de setembro pois aparece em alguns calendários.

### Patronato
É considerado padroeiro dosː
- Barqueiros
- Granjeiros
- Agricultores
- Jardineiros
- Lavradores
- Marinheiros
- Navegantes
- Pescadores
- Viveiristas

Como padroeiro destes ofícios também é reconhecido como protetor contraː
- Picada de insetos
- Envenenamento
- Mordidas de serpentes